# Große Kreisstadt
De große kreisstadt (in sommige deelstaten große kreisangehörige stadt) is in Duitsland de benaming voor bepaalde gemeenten. Zij maken wel deel uit van een Landkreis (in sommige deelstaten is de naam kreis) maar voeren een deel van de overheidstaken die tot de taken van Landkreis of Kreis horen, zelf uit. De ambtelijke benaming voor deze gemeenten en de voorwaarden waaraan zij moeten voldoen varieert per deelstaat. Het gaat steeds om taken die door de deelstaat aan de lagere overheden worden toegedeeld. Sommige deelstaten kennen daarbij nog een onderverdeling in twee categorieën. 
Het kan gaan om steden die eerder kreisfrei waren en bij een bestuurshervorming hun volledige zelfstandigheid hebben verloren, of om steden die vanuit de Landkreis worden verheven.
Naast de stadstaten Berlijn, Bremen en Hamburg is Saksen-Anhalt de enige deelstaat die (nog) geen steden of gemeenten met een dergelijke status kent. 

## Große Kreisstadt

### Baden-Württemberg
De große kreisstadt is in Baden-Württemberg ingevoerd in 1956. Alle steden die toen 20.000 inwoners of meer telden werden tot große kreisstadt verheven. Sindsdien is het aantal door gemeentelijke herindelingen en autonome groei toegenomen tot 92. Vrijwel alle kreisstädte zijn tevens große kreisstadt, slechts Künzelsau, Sigmaringen en Tauberbischofsheim hebben niet genoeg inwoners. De burgemeester van een große kreisstadt draagt de titel oberbürgermeister.
De 98 große kreisstädte:

Aalen - Achern - Albstadt - Backnang - Bad Mergentheim - Bad Rappenau - Balingen - Biberach an der Riß - Bietigheim-Bissingen - Böblingen - Bretten - Bruchsal - Bühl - Calw - Crailsheim - Ditzingen - Donaueschingen - Ehingen (Donau) - Eislingen/Fils - Ellwangen (Jagst) - Emmendingen - Eppingen - Esslingen am Neckar - Ettlingen - Fellbach - Filderstadt - Freudenstadt - Friedrichshafen - Gaggenau - Geislingen an der Steige - Giengen an der Brenz - Göppingen - Heidenheim an der Brenz - Herrenberg - Hockenheim - Horb am Neckar - Kehl - Kirchheim unter Teck - Konstanz - Kornwestheim - Lahr/Schwarzwald - Leimen - Leinfelden-Echterdingen - Leonberg - Leutkirch im Allgäu - Lörrach - Ludwigsburg - Metzingen - Mosbach - Mössingen - Mühlacker - Nagold - Neckarsulm - Nürtingen - Oberkirch - Öhringen - Offenburg - Ostfildern - Radolfzell am Bodensee - Rastatt - Ravensburg - Remseck am Neckar - Reutlingen - Rheinfelden (Baden) - Rheinstetten - Rottenburg am Neckar - Rottweil - Schorndorf - Schramberg - Schwäbisch Gmünd - Schwäbisch Hall - Schwetzingen - Sindelfingen - Singen (Hohentwiel) - Sinsheim - Stutensee - Tübingen - Tuttlingen - Überlingen - Vaihingen an der Enz - Villingen-Schwenningen - Waiblingen - Waldkirch - Waldshut-Tiengen - Wangen im Allgäu - Weil am Rhein - Weingarten - Weinheim - Weinstadt - Wertheim - Wiesloch - Winnenden

### Beieren
In Beieren werd de große kreisstadt ingevoerd op 1 juli 1972. Van de op dat moment 48 kreisfreie städte verloren er 23 hun vrijheid en werden  gedegradeerd tot große kreisstadt. Sinds 1972 zijn er daarnaast zes steden gepromoveerd tot große kreisstadt. Bij twee steden, Dinkelsbühl en Donauwörth gebeurde dat met een formele wettelijke procedure. Voor de andere vier steden gold dat zij voldeden aan de wettelijke grens dat de stad ten minste 30.000 inwoners heeft, en werd de status door het bestuur van de deelstaat verleend. 
29 große kreisstädte

Bad Kissingen - Bad Reichenhall - Dachau - Deggendorf - Dillingen an der Donau - Dinkelsbühl - Donauwörth - Eichstätt - Erding - Forchheim - Freising - Fürstenfeldbruck - Germering - Günzburg - Kitzingen - Kulmbach - Landsberg am Lech - Lindau (Bodensee) - Marktredwitz - Neuburg an der Donau - Neumarkt in der Oberpfalz - Neustadt bei Coburg - Neu-Ulm - Nördlingen - Rothenburg ob der Tauber - Schwandorf - Selb - Traunstein - Weißenburg in Bayern
 13 leistungsfähige kreisangehörige gemeinden  

Naast de große kreisstadt kent Beieren nog een, lichtere, categorie gemeenten die een beperkte eigen bevoegdheid hebben. Deze categorie gemeenten wordt aangeduid als leistungsfähige kreisangehörige gemeinden. De eigen bevoegdheden die zij hebben liggen op het terrein van het bouwtoezicht en het waterbeheer.

Alzenau - Bad Wörishofen - Burghausen - Eggenfelden - Feuchtwangen - Friedberg - Garmisch-Partenkirchen - Neustadt an der Aisch - Pfaffenhofen an der Ilm - Sulzbach-Rosenberg - Vaterstetten - Waldkraiburg - Waldsassen

### Saksen
In Saksen kunnen steden op meerdere manieren de große kreisstadt-status verkrijgen. Bij een viertal gaat het om eerder kreisfreie steden die in het kader van een herindeling hun zelfstandigheid verloren en onderdeel van een Landkreis werden. Daarnaast verloren meerdere steden bij het samenvoegen van Landkreise hun status als kreisstadt, in die gevallen werd 29 keer de betrokken stad verheven tot große kreisstadt. Een derde mogelijkheid is dat de stad een aanvraag indient als zij de grens van 17.500 inwoners passeert. 

50 große kreisstädte

Annaberg-Buchholz - Aue - Auerbach - Bautzen - Bischofswerda - Borna - Brand-Erbisdorf - Coswig - Crimmitschau - Delitzsch - Dippoldiswalde - Döbeln - Eilenburg - Flöha - Freiberg - Freital - Glauchau - Görlitz - Grimma - Großenhain - Hohenstein-Ernstthal - Hoyerswerda - Kamenz - Limbach-Oberfrohna - Löbau - Marienberg - Markkleeberg - Meißen - Mittweida - Niesky - Oelsnitz - Oschatz - Pirna - Plauen - Radeberg - Radebeul - Reichenbach im Vogtland - Riesa - Rochlitz - Schkeuditz - Schwarzenberg - Sebnitz - Stollberg - Torgau - Weißwasser - Werdau - Wurzen - Zittau - Zschopau - Zwickau

## Große kreisangehörige stadt

### Brandenburg
6 große kreisangehörige städte (meer dan 35.000 inwoners)

Bernau bei Berlin - Eberswalde - Eisenhüttenstadt - Falkensee - Oranienburg - Schwedt/Oder
9 mittlere kreisangehörige städte (meer dan 25.000 inwoners)
Fürstenwalde/Spree - Guben -  Neuruppin - Rathenow - Senftenberg -  Strausberg - Wittenberge - Hennigsdorf - Spremberg

### Mecklenburg-Voor-Pommeren
Sinds de bestuurlijke herindeling van 2011 kent Mecklenburg-Voor-Pommeren vier große kreisangehörige städte. Dit zijn de tot dan toe kreisfreie städte Greifswald, Neubrandenburg, Stralsund en Wismar.

### Noordrijn-Westfalen
35 große kreisangehörige städte (meer dan 50.000 inwoners op aanvraag, boven 60.000 ambtshalve)

Arnsberg - Bergheim - Bergisch Gladbach - Bocholt - Castrop-Rauxel - Detmold - Dinslaken - Dormagen - Dorsten - Düren - Gladbeck - Grevenbroich - Gütersloh - Herford - Herten - Iserlohn - Kerpen - Lippstadt - Lüdenscheid - Lünen - Marl - Minden - Moers - Neuss - Paderborn - Ratingen - Recklinghausen - Rheine - Siegen - Troisdorf - Unna - Velbert - Viersen - Wesel - Witten
126 mittlere kreisangehörige städte (meer dan 20.000 inwoners op aanvraag, boven 25.000 ambtshalve)

Ahaus - Ahlen - Alsdorf - Altena - Attendorn - Bad Honnef - Bad Oeynhausen - Bad Salzuflen - Baesweiler - Beckum - Bedburg - Bergkamen - Borken - Bornheim - Brilon - Brühl - Bünde - Coesfeld - Datteln - Delbrück - Dülmen - Elsdorf (Noordrijn-Westfalen) - Emmerik - Emsdetten - Ennepetal - Erftstadt - Erkelenz - Erkrath - Eschweiler - Espelkamp - Euskirchen - Frechen - Geilenkirchen - Geldern - Gevelsberg - Goch - Greven - Gronau (Westf.) - Gummersbach - Haan - Haltern am See - Hamminkeln - Hattingen - Heiligenhaus - Heinsberg - Hemer - Hennef (Sieg) - Herdecke - Herzogenrath - Hilden - Höxter - Hückelhoven - Hürth - Ibbenbüren - Jülich - Kaarst - Kamen - Kamp-Lintfort - Kempen - Kevelaer - Kleef - Königswinter - Korschenbroich - Kreuztal - Lage - Langenfeld (Rheinland) - Leichlingen - Lemgo - Lennestadt - Löhne - Lohmar - Lübbecke - Mechernich - Meckenheim - Meerbusch - Menden (Sauerland) - Meschede - Mettmann - Monheim am Rhein - Netphen - Nettetal - Neukirchen-Vluyn - Niederkassel - Oelde - Oer-Erkenschwick - Olpe - Overath - Petershagen - Plettenberg - Porta Westfalica - Pulheim - Radevormwald - Rheda-Wiedenbrück - Rheinbach - Rheinberg - Rietberg - Rösrath - Sankt Augustin - Schloß Holte-Stukenbrock - Schmallenberg - Schwelm - Schwerte - Selm - Siegburg - Soest - Sprockhövel - Steinfurt - Stolberg (Rijnland) - Sundern (Sauerland) - Tönisvorst - Verl - Voerde - Waltrop - Warendorf - Warstein - Wegberg - Werdohl - Werl - Wermelskirchen - Werne - Wesseling - Wetter (Ruhr) - Wiehl - Willich - Wipperfürth - Wülfrath - Würselen - Xanten

### Rijnland-Palts
8 große kreisangehörige städte (meer dan 25.000 inwoners)

Andernach - Bad Kreuznach - Bingen - Idar-Oberstein - Ingelheim am Rhein - Lahnstein - Mayen - Neuwied

### Sleeswijk-Holstein
1 große kreisangehörige stadt

Norderstedt

### Thüringen
5 große kreisangehörige städte (meer dan 20.000 inwoners, niet alle steden die aan voorwaarde voldoen bezitten de status)

Altenburg - Gotha - Ilmenau - Mühlhausen/Thüringen - Nordhausen

## Anders

### Hessen
7 sonderstatusstädte („tussen 50.000 en 100.000 inwoners“)

Bad Homburg vor der Höhe - Fulda - Gießen - Hanau - Marburg - Rüsselsheim - Wetzlar

### Nedersaksen
In Nedersaksen werd bij de bestuurlijke hervorming in de jaren 70 van de vorige eeuw de status große selbständige stadt ingevoerd. De status werd toegekend aan 7 steden die voor de hervorming dan wel kreisfreie stadt waren, dan wel kreisstadt. Alle 7 worden genoemd in de wettelijke bepaling, de regeling voorziet niet in het creëren van nieuwe große selbständige städte. De betrokken steden voeren vrijwel alle taken uit die door de landsregering normaal aan een Landkreis zijn toegedeeld. De taken die de bond aan een Landkreis toedeelt worden niet door de steden uitgeoefend. 
Naast de große selbständige stadt kent Nedersaksen de selbständige gemeinde. Deze gemeenten, dus niet alleen  steden, voeren een deel van de taken van de Landkreis uit. Voorwaarden om selbständige gemeinde te worden is een inwonertal van 30.000 of meer, zonder dat de gemeente große selbständige stadt is. Als een gemeente tussen de 20.000 en 30.000 inwoners heeft kan het de status aanvragen. Nedersaksen telde in 2012 55 selbständige gemeinden.
Große selbständige stadt

Celle - Cuxhaven - Goslar - Hamelen - Hildesheim - Lingen (Ems) - Lüneburg
Selbständige gemeinden

Achim - Alfeld (Leine) - Samtgemeinde Artland - Aurich - Bad Pyrmont - Barsinghausen - Samtgemeinde Bersenbrück - Bramsche - Buchholz in der Nordheide - Burgdorf - Buxtehude - Cloppenburg - Duderstadt - Einbeck - Ganderkesee - Garbsen - Georgsmarienhütte - Gifhorn - Hann. Münden - Helmstedt - Holzminden - Isernhagen - Laatzen - Langenhagen - Leer - Lehrte - Melle - Meppen - Neustadt am Rübenberge - Nienburg/Weser - Norden - Nordenham - Nordhorn - Northeim - Osterode am Harz - Osterholz-Scharmbeck - Papenburg - Peine - Rinteln - Ronnenberg - Schortens - Seelze - Seesen - Seevetal - Sehnde - Springe - Stade - Stuhr - Uelzen - Varel - Vechta - Verden (Aller) - Walsrode - Weyhe - Winsen (Luhe) - Wolfenbüttel - Wunstorf

### Saarland
2 mittelstädte (meer dan 30.000 inwoners, die geen kreisstadt zijn, maar wel een eigen Kfz-Kennzeichen hebben: resp. IGB en VK)

St. Ingbert - Völklingen